# بييرو جاهير
بييرو جاهير (بالإيطالية: Piero Jahier)‏ (11 أبريل 1884 - 10 سبتمبر 1966) كان شاعرا ومترجما وصحفيا إيطاليا.

## حياته
ولد في جنوة لعائلة بروتوستانتية، كان أبوه واعظًا في بييمونتي.
توفي في فلورنسا.